# The Super Mario Bros. Movie (banda sonora)
The Super Mario Bros. Movie (Original Motion Picture Soundtrack) (en español: La película de Super Mario Bros. (banda sonora original de la película)) es la banda sonora de la película de 2023 del mismo nombre, basada en la franquicia de videojuegos Mario de Nintendo. La partitura original de la película está compuesta por Brian Tyler, quien incorporó y remezcló los temas originales del antiguo compositor de Mario, Koji Kondo, bajo su colaboración. Según Tyler, quería "incorporar la música que escuché en esa forma de 8 bits y, de paso, traerla al mundo de una gran banda sonora épica y emotiva". Esto dio como resultado música parcialmente original que hacía referencia a varios leitmotivs de varios juegos de Mario, así como a temas de Donkey Kong.
Las sesiones de grabación de la película comenzaron en octubre de 2022 en el Eastwood Scoring Stage en Warner Bros. y la mezcla de sonido se realizó en Skywalker Sound en California. El álbum incluía la mayor parte de la partitura original de Tyler junto con dos canciones para la película, que incluye «Peaches» interpretada por Jack Black como Bowser, lanzada como sencillo digital. El álbum fue lanzado el 7 de abril de 2023 por Back Lot Music, dos días después de la película. También se lanzará en CD, vinilo y casetes a través de iam8bit.
La partitura recibió elogios de la crítica, quienes elogiaron su producción y el uso de Tyler de los temas de Kondo.

## Producción y composición
Durante una presentación de Nintendo Direct en octubre de 2022, Meledandri confirmó que Brian Tyler estaba listo para componer la partitura de la película, en su primera película animada completa. Tyler trabajó con el veterano compositor de Mario, Koji Kondo, para incorporar temas de los videojuegos en la partitura de la película. Reorganizó aún más los temas de Kondo como sonidos más abstractos, que sonaban tanto "retro como fuera del momento" con guiños al hip-hop, el jazz y la música de 8 bits. Tyler dijo: "Fue un paladar que es exclusivo de Mario [. . . ] Esta combinación exacta de instrumentos sería una locura en otra película. Fue una maravilla."
Al mezclar los temas nuevos con la música antigua, Tyler quería aportar la simplicidad de la música de 8 y 16 bits, así como varios temas de Mario, incluida la música de Donkey Kong y Jumpman, pero con la ayuda de la armonía, el ritmo y el sintetizador, ya que todos ellos tenían su propia idea distintiva, y mientras traían esos temas, tenía que ser perfecto. Tyler se refirió a las partituras de John Williams como "[Hay música para] villanos, héroes, temas de amor y nuestros héroes, pero en el punto en el que están luchando, y todas estas cosas que no solo cuentan la historia narrativa y aclarar eso, pero emocionalmente aclarar todo. [La intención es] que eso pueda continuar y tener sin problemas subtemas o temas antitéticos de llamada y respuesta, donde hace referencia a algo que es de un juego en particular que tiene un significado especial con un personaje que está en esa escena. " 
Las piezas de música orquestal de Tyler los ayudan a impulsar la película y también se adaptan a sus personajes, especialmente a la Princesa Peach, ya que su tema principal es "animador, ligero y arrollador" y también tenía "la sensación más heroica" ya que Peach había evolucionado de la damisela en apuros arraiga y actúa esencialmente como tutora de Mario a lo largo de la película. La segunda parte de su tema fue considerada "realmente hermosa y emotiva". Se improvisaron canciones de Jack Black y Keegan-Michael Key para la película. La película presentaba numerosos huevos de Pascua de melodías para los personajes, ya que Tyler admitió que "hay referencias retro en el sonido, pero pensé que la película requeriría una profundidad emocional, el viaje del héroe y todo eso, que debería basarse en instrumentos que podrían ser más agresivo. Pero al mismo tiempo se tocan las melodías y es realmente genial". Su tema principal de Mario hacía referencia a leitmotivs de Super Mario Bros. 3, Super Mario 64, Super Mario 3D Land y otros juegos de Mario.

## Influencias
El diseñador de videojuegos de Mario, Shigeru Miyamoto, dijo que "el objetivo era crear algo instantáneamente pegadizo que captara la atención de alguien que camina por una sala de juegos". Quería que el tema siguiera a Mario a medida que evolucionaban los juegos, y se puede escuchar en cualquier lugar. "La gente de todas las generaciones puede disfrutarlo, y cuando lo escuchan, pueden estar pensando en diferentes juegos, pero el factor importante es que reconocen la serie. Creo que mucha gente, cuando comienza un nuevo juego, quiere hacer algo nuevo y diferente, pero en este día y edad, me siento muy feliz y orgulloso de que nos aferramos a nuestras armas y nos aseguramos de que el aspecto fundamental central es algo que mantuvimos durante todos estos años".
La colaboración de Tyler con Kondo fue "relativamente cercana", ya que regularmente llamaba a Kondo para recordarle ciertas notas o piezas de varios juegos de Mario, mientras buscaba piezas para interpretar. Kondo le envió datos de muestra para la música de los juegos, que pensó que podrían ser apropiados para trabajar en diferentes escenas, y confiaba en que Tyler los usaría para apoyar la música en la película. Él y Miyamoto no le dieron instrucciones específicas a Tyler, a excepción de algunas pistas que no se usaron de manera adecuada, pero brindan una lista de sugerencias que funcionarían en la película. Miyamoto admitió que le pidió a Tyler que agregara música de los juegos de Donkey Kong en las secuencias de la jungla. Durante la mezcla de sonido de la película en Skywalker Sound, Kondo y Miyamoto respondieron positivamente a un conjunto de temas nuevos de quince minutos que Tyler había creado para la película.

## Lanzamiento
La banda sonora original de la película Super Mario Bros. fue lanzada el 7 de abril de 2023, dos días después del lanzamiento de la película por Back Lot Music, y la canción de Jack Black, «Peaches», la acompañó como sencillo principal. Lyrical Lemonade lanzó el mismo día un video musical de Jack Black interpretando la canción de amor de Bowser, dirigido por Cole Bennett. Según Black, se filmó en unas pocas horas.
Además de un lanzamiento digital, el álbum también estará disponible en formatos físicos, a través de CD, casete y vinilo. Iam8bit distribuyó CD y LP de dos discos, y un disco de vinilo de 7 pulgadas del sencillo «Peaches». La edición de vinilo distribuida por Iam8bit presentaba un disco de vinilo de color rosa y amarillo, mientras que la edición minorista incluía discos rojos y verdes. Estas ediciones se enviarán para su distribución pública en el tercer trimestre de 2023 (julio – septiembre).

## Recepción
Frank Scheck de The Hollywood Reporter comentó que la partitura toca hábilmente los temas de Kondo, lo que proporcionó un acompañamiento adecuado. Varios críticos de la banda sonora elogiaron mucho la banda sonora. Zanobard Reviews le dio al álbum un 9 sobre 10, afirmando: "En general, la puntuación de Brian Tyler para The Super Mario Bros. La película es como... todo lo que podrías desear en una partitura para una película de Mario, y algo más". Soundtrack Universe lo otorgó con una puntuación de 4 1/2 sobre 5: "Mientras que la presentación del álbum de Super Mario Bros. La película comienza a volverse tediosa cerca del tercer acto, la energía constante y la creatividad aparentemente ilimitada de Tyler y su equipo en exhibición hacen que el álbum de casi noventa minutos pase como una brisa. Agregue a eso el trío muy sólido de temas centrales, orquestaciones fantásticas e integración inteligente de los temas heredados de la franquicia de Mario y los esfuerzos de Tyler son muy encomiables". Filmtracks le dio al álbum cuatro estrellas de cinco, cerrando su reseña con: "Como esfuerzo de coordinación, Tyler merece un elogio significativo por su cuidado y atención a la música de esta franquicia. Sus nuevos temas principales y Peach son adiciones dignas. La partitura está totalmente fuera de control y cambia entre temas y épocas con entusiasmo, pero ese es el punto".

## Listado de canciones
Todas las canciones escritas y compuestas por Brian Tyler, excepto donde se indique. Los temas originales de Nintendo fueron escritos por Koji Kondo y otros compositores de Nintendo. 
| The Super Mario Bros. Movie (Original Motion Picture Soundtrack) track listing | |          |  |
| N.º                                                                            | Título | Duración |  |
| 1.                                                                             | «Super Mario Bros. Opus»                                                                                                  | 6:42     |  |
| 2.                                                                             | «Press Start» | 2:38     |  |
| 3.                                                                             | «King of the Koopas» | 3:33     |  |
| 4.                                                                             | «Plumbin' Ain't Easy» | 1:16     |  |
| 5.                                                                             | «It's a Dog Eat Plumber World»                                                                                            | 1:15     |  |
| 6.                                                                             | «Saving Brooklyn» | 1:47     |  |
| 7.                                                                             | «The Warp Pipe» | 2:05     |  |
| 8.                                                                             | «Strange New World» | 2:03     |  |
| 9.                                                                             | «The Darklands» | 2:20     |  |
| 10.                                                                            | «Welcome to the Mushroom Kingdom»                                                                                         | 2:18     |  |
| 11.                                                                            | «2 Player Game» | 5:07     |  |
| 12.                                                                            | «The Mushroom Council» | 2:07     |  |
| 13.                                                                            | «The Plumber and the Peach»                                                                                               | 1:21     |  |
| 14.                                                                            | «Platforming Princess» | 1:39     |  |
| 15.                                                                            | «World 1-1» | 2:34     |  |
| 16.                                                                            | «The Adventure Begins» | 3:04     |  |
| 17.                                                                            | «Peaches» (escrito por Jack Black, Aaron Horvath, Eric Osmond, John Spiker y Michael Jelenic; interpretado by Jack Black) | 1:35     |  |
| 18.                                                                            | «Lost and Crowned» | 1:39     |  |
| 19.                                                                            | «Imprisoned» | 2:54     |  |
| 20.                                                                            | «Courting the Kongs» | 2:00     |  |
| 21.                                                                            | «Drivin' Me Bananas» | 1:20     |  |
| 22.                                                                            | «Rumble in the Jungle» | 3:59     |  |
| 23.                                                                            | «Karts!» | 1:51     |  |
| 24.                                                                            | «Practice Makes Perfect»                                                                                                  | 1:00     |  |
| 25.                                                                            | «Buckle Up» | 1:31     |  |
| 26.                                                                            | «Rainbow Road Rage» | 3:31     |  |
| 27.                                                                            | «Blue Shelled» | 2:26     |  |
| 28.                                                                            | «An Indecent Proposal» | 3:24     |  |
| 29.                                                                            | «The Belly of the Beast»                                                                                                  | 1:23     |  |
| 30.                                                                            | «Fighting Tooth and Veil»                                                                                                 | 3:45     |  |
| 31.                                                                            | «Tactical Tanooki» | 2:22     |  |
| 32.                                                                            | «Mario Brothers Rap» (escrito por Haim Saban y Shuki Levy; interpretado por Ali Dee)                                      | 0:58     |  |
| 33.                                                                            | «Grapple in the Big Apple»                                                                                                | 3:40     |  |
| 34.                                                                            | «Superstars» | 1:39     |  |
| 35.                                                                            | «The Super Mario Brothers»                                                                                                | 1:27     |  |
| 36.                                                                            | «Bonus Level» | 1:01     |  |
| 37.                                                                            | «Level Complete» | 2:32     |  |

## Música adicional
Black Hydra compuso la música para su tráiler oficial, llamado "Super Mushroom", basado en el tema de Super Mario Bros. El instrumental fue lanzado el 30 de noviembre de 2022 en YouTube. En un video de marzo de 2023, Seth Rogen compartió que Donkey Kong se presenta en la película acompañado del tema musical principal de Donkey Kong 64, el «DK Rap», compuesto por Grant Kirkhope. A diferencia de las canciones con licencia que se usaron en la película, Kirkhope no recibió crédito por el «DK Rap» en los créditos finales de la película, un descuido que el compositor encontró decepcionante.
Las canciones con licencia que se incluyeron en la película incluyen:
| Título                             | Autor                               | Notas |
| ---------------------------------- | ----------------------------------- | --- |
| "Battle Without Honor or Humanity" | Tomoyasu Hotei                      | |
| "No Sleep till Brooklyn"           | Beastie Boys                        | |
| "Habanera"                         | Georges Bizet                       | De Carmen; interpretada porAnita Rachvelishvili y Orchestra Sinfonica Nazionale della RAI, conducido por Giacomo Sagripanti |
| "Attack! Fury Bowser"              | Daisuke Matsuoka & James Phillipsen | De Super Mario 3D World + Bowser's Fury                                                                                     |
| "Holding Out for a Hero"           | Bonnie Tyler                        | |
| "Take on Me"                       | A-ha                                | |
| "DK Rap"                           | Grant Kirkhope (sin acreditar)      | De Donkey Kong 64 |
| "Thunderstruck"                    | AC/DC                               | |
| "Marcha nupcial"                   | Felix Mendelssohn (sin acreditar)   | |
| "Mr. Blue Sky"                     | Electric Light Orchestra            | |

## Listas
| Listas (2023)                  | Posición más alta |
| ------------------------------ | ----------------- |
| UK Album Downloads (OCC)       | 14                |
| UK Compilation Albums          | 30                |
| UK Soundtrack Albums           | 6                 |
| Billboard 200 (Estados Unidos) | 123               |

## Historial de versiones
| Región | Fecha              | Formato(s)                   | Sello          | Ref.   |
| ------ | ------------------ | ---------------------------- | -------------- | ------ |
| Varios | 7 de abril de 2023 | Descarga digital / streaming | Back Lot Music | [ 29 ] |
| Varios | 2023               | CD                           | soy8bit        | [ 17 ] |
| Varios | 2023               | Vinilo                       | soy8bit        | [ 18 ] |
| Varios | 2023               | Casete                       | soy8bit        | [ 30 ] |